# Antsakoamanondro
Antsakoamanondro est une commune (Kaominina), du nord de Madagascar, dans la province de Diego-Suarez.

## Administration
Antsakoamanondro est une commune du district d'Ambanja, située dans la région de Diana, dans la province de Diego-Suarez.

## Économie
La population est majoritairement rurale. On trouve sur le territoire communal des exploitations de café, orange, ainsi que du riz et de fruits de l'acacia à cachou.

## Démographie
La population est estimée à 5 622 habitants, en 2001.